# Horáčkův kopeček
Horáčkův kopeček je přírodní památka poblíž města Znojmo v okrese Znojmo v nadmořské výšce 274–286 metrů. Oblast spravuje Správa NP Podyjí. Důvodem ochrany jsou xerotermní travinobylinná společenstva s výskytem vzácných druhů rostlin a živočichů a druhová pestrost stepního společenstva.